# Українське музикознавство
«Украї́нське музикозна́вство» — науково-методичний міжвідомчий щорічник, заснований АН і Міністерством культури УРСР. Виходить у Києві у видавництві «Музична Україна» з 1965 року. До 1981 появилося 16 річників.
У 1980-х роках складі редакційної колегії — музикознавці Микола Гордійчук, Катерина Майбурова, Онисія Шреєр-Ткаченко, Стефанія Павлишин, Ніна Герасимова-Персидська, Л. Єфремова та інші.
Праці, друковані в «Українському музикознавстві», стоять на належному професійному рівні й охоплюють питання з історії, теорії музики, виконавства, фольклористики, естетики й музичної критики.
Деякі щорічники «Українське музикознавство» монотематичні. Наприклад, номер 6 присвячений українській музичній культурі 16—18 століть.